# 天然塚
天然塚（てんねんづか）は、大分県大分市明野北にある僧天然浄祐の墓である。現在は、その周囲が整備されて、天然塚公園となっている。

## 概要
天然浄祐は周防国山口出身で、1476年（文明8年）に豊後国大分郡高田郷森町村（現在の大分市森町）に専想寺を開いた（ただし、最澄によって創建された後、寂れていた寺を再興したという説もある）。その後、上京し蓮如の弟子となって浄土真宗に改宗。1484年（文明16年）に蓮如より九州での伝道を命ぜられ、豊後に戻って専想寺を拠点に九州・中国地方への布教を行った。これは九州における浄土真宗の起源とされ、専想寺は九州最古の真宗寺院とされる。

## 天然塚公園
天然塚公園は、天然塚を中心に整備された公園で、広さは42,000m2に及ぶ。北側に大分市立明野北小学校が隣接する。

## 交通
- 大分バス天然塚停留所下車徒歩約1分